# Liste der Monuments historiques in Cussey-sur-Lison
Die Liste der Monuments historiques in Cussey-sur-Lison führt die Monuments historiques in der französischen Gemeinde Cussey-sur-Lison auf.

## Liste der Immobilien
| Bezeichnung                    | Beschreibung                                                                                          | Standort                                      | Kennzeichnung | Schutzstatus | Datum | Bild           |
| ------------------------------ | --- | --------------------------------------------- | ------------- | ------------ | ----- | -------------- |
| Château de Châtillon-sur-Lison | Burg, ab dem 12. Jahrhundert; mit Teilen der Innenausstattung, Wirtschaftsgebäuden und der Parkanlage | Châtillon-sur-Lison, östlich des Ortes (Lage) | PA25000030    | Inscrit      | 2002  | weitere Bilder |
| Kirche St-Christophe           | ab dem 12. Jahrhundert                                                                                | Cussey-sur-Lison, Grande Rue (Lage)           | PA00101778    | Inscrit      | 1991  | weitere Bilder |
| Waschhaus                      | 1841 erbaut, Architekt Jean-Maptiste Martin                                                           | Cussey-sur-Lison, Grande Rue (Lage)           | PA25000033    | Inscrit      | 2003  | weitere Bilder |
| Brücke über den Lison          | 1793 erbaut                                                                                           | Cussey-sur-Lison, südöstlich des Ortes (Lage) | PA25000034    | Inscrit      | 2003  | weitere Bilder |

## Liste der Objekte
| Bezeichnung                             | Beschreibung | Standort                               | Kennzeichnung | Schutzstatus | Datum | Bild |
| --------------------------------------- | --- | -------------------------------------- | ------------- | ------------ | ----- | ---- |
| Gemälde Heiliger Franz Xaver            | Ölfarbe auf Leinwand, 18. Jahrhundert                                                                                                   | Cussey-sur-Lison, in der Kirche (Lage) | PM25000613    | Classé       | 1985  |      |
| Retabel der Taufkapelle                 | Holz, farbig gefasst, Ölfarbe auf Leinwand, 18. Jahrhundert                                                                             | Cussey-sur-Lison, in der Kirche (Lage) | PM25000615    | Classé       | 1988  |      |
| Annenaltar                              | rechter Seitenaltar; Altartisch, Retabel und Gemälde; Holz, farbig gefasst und vergoldet, Ölfarbe auf Leinwand, 18. und 19. Jahrhundert | Cussey-sur-Lison, in der Kirche (Lage) | PM25000616    | Classé       | 1988  |      |
| Maria-Rosenkranz-Altar                  | linker Seitenaltar; Altartisch, Retabel und Gemälde; Holz, farbig gefasst und vergoldet, Ölfarbe auf Leinwand, 18. und 19. Jahrhundert  | Cussey-sur-Lison, in der Kirche (Lage) | PM25000617    | Classé       | 1988  |      |
| Hauptaltar                              | Altartisch; Holz, farbig gefasst und vergoldet, 18. Jahrhundert; zugehörig PM25000619 und PM25000620                                    | Cussey-sur-Lison, in der Kirche (Lage) | PM25000618    | Classé       | 1985  |      |
| Tabernakel                              | Holz, farbig gefasst und vergoldet, 18. Jahrhundert                                                                                     | Cussey-sur-Lison, in der Kirche (Lage) | PM25000619    | Classé       | 1985  |      |
| Retabel                                 | Holz und Stuck, farbig gefasst und vergoldet, 18. Jahrhundert; zugehörig PM25000621                                                     | Cussey-sur-Lison, in der Kirche (Lage) | PM25000620    | Classé       | 1985  |      |
| Gemälde Heiliger Christophorus          | Ölfarbe auf Leinwand, 18. Jahrhundert                                                                                                   | Cussey-sur-Lison, in der Kirche (Lage) | PM25000621    | Classé       | 1985  |      |
| Zwei Retabel                            | Holz, farbig gefasst und vergoldet, 18. Jahrhundert                                                                                     | Cussey-sur-Lison, in der Kirche (Lage) | PM25000622    | Classé       | 1985  |      |
| Gemälde Schwarze Madonna von Einsiedeln | Ölfarbe auf Leinwand, 18. Jahrhundert                                                                                                   | Cussey-sur-Lison, in der Kirche (Lage) | PM25000614    | Classé       | 1985  |      |
| Zwei Konsoltische                       | Holz, vergoldet, 18. Jahrhundert | Cussey-sur-Lison, in der Kirche (Lage) | PM25000623    | Classé       | 1985  |      |